# ساندین (شهرستان کویورگازینسکی، باشقیرستان)
ساندین (انگلیسی: Sandin, Kuyurgazinsky District, Republic of Bashkortostan) یک شهرک در شهرستان کویورگازینسکی جمهوری باشقیرستان در کشور روسیه است.